# اوروواتس (بلا پالانکا)
اوروواتس (به صربی: Oreovac) یک منطقهٔ مسکونی در صربستان است که در بلا پالانکا واقع شده‌است. اوروواتس ۵۴ نفر جمعیت دارد.